# Костёл Пресвятой Троицы (Плюсы)
Костёл Пресвятой Троицы (бел. Касцёл Найсвяцейшай Тройцы) — каменный католический храм в агрогородке Плюсы Браславского района Витебской области. Находится на восточной окраине агрогородка.

## История
Построен в начале XX века из кирпича и бутового камня. До этого здесь существовал небольшой филиальный храм Браславской прихода, основан в 1770 году и капитально отремонтирован в 1860 году. По некоторым данным, он был каменным.
В приходе в начале прошлого века работали следующие священники: о. Малаховский, о. Казимир Сендовский, о. Петр Вайцякунас (умер в 44 года, похоронен на местном кладбище), о. Игнатий Монвило, о. Станислав Можейко, о. Ян Жук, о. Казимир Радишевский и о. Францишек Бильша, вывезен советскими властями.
В 1942 году выстрелом из танка по фашистскому снайперу была снесена одна из башен костела. После войны храм превратили в школу, потом в магазин. С 1965 года в помещении костела был амбар, в котором хранилось зерно. Отремонтирован прихожанами под руководством ксендза прелата Юзефа Трубовича и отца Франциска Опечонка и передан верующим в 1991 году. Строителями руководил Лукша Вацлав Иосифович, пенсионер, бывший бригадир строителей колхоза "Слава", обеды строителям готовили женщины под руководством его жены - Лукши Марии Гавриловны, в их доме, который находится прямо напротив костела. За помощь в восстановлении храма Юзеф Трубович подарил Вацлаву Иосифовичу две библии, которые передаются в семье как реликвии.
В храме есть орган и в настоящее время в нем проводятся службы.

## Архитектура
Памятник архитектуры неороманского стиля. Построен по канону трёхнефной двухбашенной базилики размерами 33,5 × 18,8 × 34 м, с пятиугольной апсидой и боковыми ризницами. Трёхчастный фасад обрамлен двухъярусными четырёхгранными башнями с остроконечными шатрами. По центру фасад завершен двугранным аттиковым фронтоном с круглым слуховым окном вверху и пятипролётной аркадой внизу. Арочный входной проём оформлен прямоугольным порталом.
Архитектура храма основана на форме полуциркульной арки, которая положена в изображение входного портала, трифория над ним, бифория башен. Второй ярус главного фасада выделен дугообразным фризом, завершенным двусторонним щитом с окном-розеткой. Боковые фасады ритмично разделены высокими арочными оконными проемами в двухскатных кирпичных наличниках и ламелях в перемычках, опоясанных зубчатыми фризами.